# Zbigniew Adamek
Zbigniew Adamek (ur. 28 lutego 1946 w Nowym Sączu) – polski duchowny rzymskokatolicki, homiletyk, polonista, publicysta (pseudonim Cyprian Bynior) i reżyser teatralny.

## Młodość
Jest pierwszym z szóstki dzieci Marcina Adamka i Ireny z domu Milewskiej. Uczęszczał do Szkoły Podstawowej im. Adama Mickiewicza w Nowym Sączu. W 1964 roku ukończył I Liceum Ogólnokształcące im. Jana Długosza w Nowym Sączu (jego szkolnym kolegą był zakopiański architekt Zenon Andrzej Remi).

## Wykształcenie
W latach 1964–1970 był alumnem Wyższego Seminarium Duchownego w Tarnowie. Święcenia kapłańskie przyjął z rąk biskupa tarnowskiego Jerzego Ablewicza w katedrze tarnowskiej 31 maja 1970 roku. Naukę w seminarium zwieńczyła praca dyplomowa napisana pod kierunkiem ks. prof. Michała Hellera pod tytułem Tradycyjna koncepcja stworzenia wobec teorii stanu stałego. Studium porównawcze. W latach 1972–1977 odbył specjalistyczne studia polonistyczne na Wydziale Polonistyki Katolickiego Uniwersytetu Lubelskiego i pod kierunkiem prof. dr hab. Marii Jasińskiej-Wojtkowskiej napisał pracę Polskie współczesne opowiadania biblijne.

## Działalność

### Duszpasterska
W pierwszych latach pracował jako wikariusz w Ropczycach (1970-1972), w Mielcu-Osiedlu (1972) i w parafii Matki Bożej Anielskiej w Dębicy (1977-1978).
W latach 1979–1999 wchodził w skład Komitetu Kaznodziejskiego Diecezji Tarnowskiej (w latach 1985-1987 był jego przewodniczącym). Przez wiele lat był konsultantem Komisji Episkopatu Polski ds. Duszpasterstwa Ogólnego.
W roku 1999 był członkiem Komisji do spraw Środków Społecznego Przekazu Diecezjalnego Zespołu Przygotowania Pielgrzymki Ojca Świętego Jana Pawła II do Starego Sącza.
W latach 1998–2004 zasiadał w Radzie Kapłańskiej oraz Kolegium Konsultorów Diecezji Tarnowskiej.

### Dydaktyczna
W latach 1978–1999 był wykładowcą homiletyki, literatury i języka polskiego w Wyższym Seminarium Duchownym w Tarnowie. Piastował tam również funkcję prefekta. Był wykładowcą teorii i historii kultury w Instytucie Wyższej Kultury Religijnej w Tarnowie (1981-1991) oraz Instytucie Teologicznym Papieskiej Akademii Teologicznej w Tarnowie (1991-1999). W latach 1991–1999 był kierownikiem sekretariatu Instytutu Teologicznego w Tarnowie i kierownikiem studiów teologii dla świeckich.

### Artystyczna
Już w czasie studiów w Wyższym Seminarium Duchownym w Tarnowie ks. Zbigniew Adamek prowadził klerycki kabaret "Wielokropek". Był autorem tekstów, reżyserem programów oraz ich wykonawcą (słynne monologi wygłaszane jako "Scepon Blascok"). W latach 1978–1996 sprawował artystyczną pieczę nad Teatrem Seminaryjnym, jako kierownik i reżyser. Był również założycielem, kierownikiem artystycznym, scenarzystą i reżyserem diecezjalnego teatru słowa "DABAR". Teatr ten działał w latach 1978-1999. Realizował spektakle poetyckie, monodramy, misteria, moralitety, dramaty w oparciu o utwory Sofoklesa, Romana Brandstaettera, Antoine de Saint-Exupéry, Cypriana Kamila Norwida. W 1980 r. stworzył Diecezjalny Konkurs Recytatorski. Był jednym z organizatorów jego kolejnych edycji, corocznie opracowując i wydając zbiory wierszy poetów, którym poświęcona była ówczesna edycja.
Jest autorem słów Ballady zimowej wykonywanej przez Pawła Orkisza. Wiersz ten został przez ks. Adamka wysłany na konkurs Programu III Polskiego Radia w latach 70. Wiersz zwyciężył w konkursie, skomponowana została do niego muzyka i po paru latach znalazł się w repertuarze Pawła Orkisza.

### Publicystyczna
Autor ogólnopolskich programów homiletycznych. Na początku lat 90. wydał nowatorski i oryginalny podręcznik homiletyki. Swoje teksty publikował w wielu periodykach, m.in. "Współczesna Ambona", "Tarnowskie Studia Teologiczne", "Currenda", "Wzrastanie". Był jednym z inicjatorów wydawania czasopisma teologiczno-kulturalnego "Religioni et Litteris" (w latach 1992-1999 był członkiem redakcji i rotacyjnie redaktorem naczelnym). W 1993 r. z polecenia ówczesnego biskupa tarnowskiego Józefa Życińskiego został organizatorem i pierwszym redaktorem naczelnym tarnowskiej edycji "Gościa Niedzielnego". W roku 1995 został dyrektorem oddziału "Tarnowskiego Gościa Niedzielnego". Obie funkcje sprawował do roku 2000. Jest stałym współpracownikiem "Tarnowskiego Gościa Niedzielnego", gdzie od 1993 r. publikuje felietony pt. Warto się zastanowić (początkowo podpisywane pseudonimem "Cyprian Bynior") oraz pisma alumnów WSD w Tarnowie "Poślij mnie" – prowadzi tam rubrykę poświęconą tematyce filmowej.
Od 2000 r. przebywa jako emeryt w Domu Księży im. Św. Józefa w Tarnowie.

## Godności i odznaczenia
- Expositorium Canonicale
- Rochettum et Mantolettum
- 1996 – kanonik gremialny Kapituły Kolegiackiej w Nowym Sączu
- 2001 – kapelan Jego Świątobliwości

## Publikacje
- Homiletyka, Tarnów 1992
- Czyste sumienie – nieustanne święto. Rozważania i kazania, Wrocław 1999
- Elementy wiedzy o kulturze, Tarnów 2001
- Czekając na słowo. Przewodnik adwentowy, Tarnów 2001
- Homilie na niedziele i święta, w: Słowo na drogę. Cz. III, Tarnów 2002
- Św. Stanisław ze Szczepanowa i Bolesław Śmiały w literaturze polskiej. Historia motywu, w: Święty Stanisław patronem ładu społecznego, Tarnów 2003